# Policajt nebo rošťák
Policajt nebo rošťák (originální francouzský název Flic ou Voyou) je francouzská kriminální komedie režiséra Georgese Lautnera z roku 1979 s Jean-Paulem Belmondem v hlavní roli.

## Děj
Ve francouzském Nice je zavražděn policejní komisař Bertrand. K vyšetřování případu je vyslán divizní komisař Borowitz, kterému se rychle podaří odhalit, že za zločinem stojí místní podsvětí, které je provázáno s uplatnými inspektory tamější policie, Rayem a Massardem. Borowitz je specialista na interní čistky uvnitř policie a v tomto případě se rozhodne postupovat tak, že vyvolá válku dvou gangů, působících ve městě. Díky své falešné identitě se mu zpočátku podaří zmást vůdce obou skupin, později je však jeho pravá totožnost odhalena.
Krátce nato do Nice neočekávaně přijíždí ze studijního pobytu v Anglii Borowitzova dcera Charlotta a začne s ním společně bydlet u spisovatelky Edmonde Puget-Rostandové, jeho příležitostné známosti. Později se obě zločinecké skupiny spojí a unesou Charlottu ve snaze vydírat Borowitze. Díky strachu inspektora Massarda, který raději odstraní své nové kumpány a snaží se tak zalíbit Borowitzovi, plán nevyjde. Po osvobození Charlotty se Borowitz rozhodne rychlým a elegantním tahem zbavit posledních příslušníků obou skupin.

## Obsazení
| Jean-Paul Belmondo   | divizní komisař Stanislav Borowitz alias Antonio Cerutti |
| Marie Laforêtová     | Edmonde Puget-Rostandová                                 |
| Jean-François Balmer | inspektor Massard                                        |
| Georges Géret        | Théodore Musard                                          |
| Claude Brosset       | Achille Volfoni                                          |
| Tony Kendall         | inspektor Rey                                            |
| Julie Jézéquel       | Charlotta                                                |
| Michel Galabru       | komisař Grimaud                                          |
| Charles Gérard       | Cazauban                                                 |
| Venantino Venantini  | Mario                                                    |
| Michel Beaune        | Marcel Langlois                                          |
| Catherine Lachens    | Simone Langloisová                                       |
| Juliette Mills       | paní Bertrandová                                         |
| Philippe Castelli    | instruktor autoškoly                                     |